# Perfect (Lied)
Perfect ist ein Lied des britischen Singer-Songwriters Ed Sheeran. Es wurde am 22. September 2017 als vierte Single von Sheerans drittem Studioalbum ÷ veröffentlicht.

## Text und Musik
Das Lied Perfect wurde von Ed Sheeran selber komponiert und getextet. Er produzierte es auch zusammen mit Will Hicks.
Das Lied handelt von einer sehr langen Freundschaft, aus der später im Erwachsenenalter unverhofft die große Liebe wird. Er verfasste die Ballade für seine Freundin Cherry Seaborn, die er schon länger kannte, aber mit der er erst seit 2015 liiert ist.

## Veröffentlichung
Perfect wurde am 22. September 2017 als Einzeltrack zum Download und Streaming freigegeben. Am 24. September folgte die Veröffentlichung als Single-CD. Sheeran nahm anschließend mit Perfect Duet eine Duett-Version mit Beyoncé auf, welche am 30. November 2017 als digitale Single erschien und zu Promozwecken in Brasilien eine physische Veröffentlichung erhielt. Unter dem Namen Perfect Symphony erschien schließlich am 15. Dezember 2017 eine dritte Version als Duett mit Andrea Bocelli, welche ausschließlich digital veröffentlicht wurde.

## Musikvideo
Das Musikvideo zu Perfect wurde in Hintertux gedreht. Ed Sheerans Freundin wird von Zoey Deutch verkörpert. Zu sehen sind beide in einer romantischen Bergatmosphäre beim Skifahren im grellen Sonnenlicht und bei Nacht, beim gemeinsamen Pizza-Essen in einer Holzhütte, wo Ed, sich auf der Gitarre begleitend, ihr auch sein Lied vorsingt.

## Rezensionen
Radio Gong 96.3 meint, dass das Lied eine ergreifende Ballade im besten Ed-Sheeran-Stil sei. Für bigFM geht das Lied direkt unter die Haut.

## Kommerzieller Erfolg

### Chartplatzierungen
In Großbritannien hielt sich Perfect 191 Wochen in den Charts, womit es eines der Lieder ist, die sich am längsten in den britischen Singlecharts platzieren konnte.
In den meisten Ländern wurden die einzelnen Versionen des Liedes für die Charts zusammengelegt. Lediglich in Österreich konnten sich alle drei Varianten einzeln platzieren.
| ChartsChartplatzierungen       | Höchstplatzierung | Wochen |
| ------------------------------ | ----------------- | ------ |
| Deutschland (GfK)              | 1 (84 Wo.)        | 84     |
| Österreich (Ö3)                | 1 (46 Wo.)        | 46     |
| Schweiz (IFPI)                 | 1 (154 Wo.)       | 154    |
| Vereinigte Staaten (Billboard) | 1 (57 Wo.)        | 57     |
| Vereinigtes Königreich (OCC)   | 1 (191 Wo.)       | 191    |

| ChartsChartplatzierungen | Höchstplatzierung | Wochen |
| ------------------------ | ----------------- | ------ |
| Österreich (Ö3)          | 4 (9 Wo.)         | 9      |

| ChartsChartplatzierungen | Höchstplatzierung | Wochen |
| ------------------------ | ----------------- | ------ |
| Österreich (Ö3)          | 26 (2 Wo.)        | 2      |

| ChartsJahrescharts (2017)    | Platzierung |
| ---------------------------- | ----------- |
| Deutschland (GfK)            | 12          |
| Österreich (Ö3)              | 11          |
| Schweiz (IFPI)               | 20          |
| Vereinigtes Königreich (OCC) | 6           |

| ChartsJahrescharts (2018)      | Platzierung |
| ------------------------------ | ----------- |
| Deutschland (GfK)              | 2           |
| Österreich (Ö3)                | 45          |
| Schweiz (IFPI)                 | 2           |
| Vereinigte Staaten (Billboard) | 2           |
| Vereinigtes Königreich (OCC)   | 6           |

| ChartsJahrescharts (2019)    | Platzierung |
| ---------------------------- | ----------- |
| Schweiz (IFPI)               | 37          |
| Vereinigtes Königreich (OCC) | 46          |

| ChartsJahrescharts (2020)    | Platzierung |
| ---------------------------- | ----------- |
| Vereinigtes Königreich (OCC) | 57          |

| ChartsJahrescharts (2021)    | Platzierung |
| ---------------------------- | ----------- |
| Vereinigtes Königreich (OCC) | 35          |

| ChartsJahrescharts (2022)    | Platzierung |
| ---------------------------- | ----------- |
| Vereinigtes Königreich (OCC) | 50          |

| ChartsJahrescharts (2023)    | Platzierung |
| ---------------------------- | ----------- |
| Vereinigtes Königreich (OCC) | 77          |

| ChartsJahrescharts (2010–2019) | Platzierung |
| ------------------------------ | ----------- |
| Österreich (Ö3)                | 40          |
| Vereinigte Staaten (Billboard) | 15          |

### Auszeichnungen für Musikverkäufe
Perfect wurde im Dezember 2020 mit einer siebenfachen Goldenen Schallplatte in Deutschland ausgezeichnet. Damit verkaufte sich die Single dort über 1,4 Millionen Mal und zählt zu den meistverkauften Singles in Deutschland. Mit Shape of You verkaufte sich nur eine Single von Ed Sheeran noch besser, diese konnte in Deutschland über zwei Millionen Einheiten absetzen. Laut der International Federation of the Phonographic Industry (IFPI) verkaufte sich Perfect bis 2018 über 21,4 Millionen Mal und belegte im Jahr 2017 Rang neun der meistverkauften Singles weltweit sowie Rang vier im Jahr 2018. Weltweit erhielt Perfect ein Mal Gold, 99 Mal Platin sowie acht Mal Diamant für über 26,6 Millionen verkaufte Einheiten.
In den meisten Ländern wurden die Verkäufe aller drei Versionen aufaddiert. Lediglich in Spanien, Portugal und Polen wurden getrennte Verkaufsauszeichnungen vergeben.
| Land/Region                  | Auszeichnungen für Musikverkäufe (Land/Region, Auszeichnung, Verkäufe) | Verkäufe   |
| ---------------------------- | ---------------------------------------------------------------------- | ---------- |
| Argentinien (CAPIF)          | Platin                                                                 | 20.000     |
| Australien (ARIA)            | 16× Platin                                                             | 1.120.000  |
| Belgien (BRMA)               | 4× Platin                                                              | 120.000    |
| Dänemark (IFPI)              | 8× Platin                                                              | 720.000    |
| Deutschland (BVMI)           | 7× Gold                                                                | 1.400.000  |
| Frankreich (SNEP)            | Diamant                                                                | 233.333    |
| Italien (FIMI)               | 9× Platin                                                              | 450.000    |
| Kanada (MC)                  | 2× Diamant                                                             | 1.600.000  |
| Neuseeland (RMNZ)            | 13× Platin                                                             | 390.000    |
| Österreich (IFPI)            | 5× Platin                                                              | 150.000    |
| Polen (ZPAV)                 | 4× Diamant · + Platin (Perfect Duet)                                   | 1.050.000  |
| Portugal (AFP)               | 4× Platin · + Platin (Perfect Duet)                                    | 50.000     |
| Schweden (IFPI)              | Platin                                                                 | 40.000     |
| Schweiz (IFPI)               | 6× Platin                                                              | 120.000    |
| Spanien (Promusicae)         | 8× Platin · + 7× Platin (Perfect Duet)                                 | 760.000    |
| Vereinigte Staaten (RIAA)    | 13× Platin                                                             | 13.000.000 |
| Vereinigtes Königreich (BPI) | 9× Platin                                                              | 5.400.000  |
| Insgesamt                    | 1× Gold · 99× Platin · 8× Diamant ·                                    | 26.623.333 |

Hauptartikel: Ed Sheeran/Auszeichnungen für Musikverkäufe